# Булгарский ротацизм
Булга́рский ротаци́зм — особенность булгарских тюркских языков, состоящая в совпадении пратюркского -ŕ- с -r-. Традиционная формулировка закона сводится к тому, что булгарскому -r- соответствует стандартное тюркское -z-.

## Ротацизм
Булгарское -r- соответствует стандартному тюркскому -z- или дальнейшим рефлексам этого звука:
- чувашское хěр 'девушка' — стандартное тюркское qız;
- чувашское сакǎрвунǎ '80' — стандартное тюркское sekiz on > seksen, sekson, segizen, segizon и т. д.

Для обозначения соответствия булгарскому -r- звука -z- и его рефлексов используется специальный термин зетацизм.
В форме оптатива 3 л. реконструируется показатель -ŕın-/-ŕin-/-ŕun-/-ŕün-, несмотря на то, что в современных тюркских, не знающих перехода -s- > -z-, -š- > -ž-, во всех позициях он звучит как -sın-/-sin-/-sun-/-sün- (предположительно иного происхождения).
Что важно, в положительных формах глаголов с основами на согласный -ŕ- в тюркских может развиваться в -č-:
- стандартное тюркское bolčun 'пускай будет', но bolmazun 'да не будет' (орхоно-енисейские памятники). Кроме того, по диалектам сохраняется мягкий характер -z- и/или гласные заднего ряда переходят в передний ряд, что указывает на возможность восстановления палатального или палатализованного звука.

### Отсутствие ротацизма
В современном чувашском языке существуют слова, в которых вместо ожидаемого ротацизма имеет место зетацизм, например, тинĕс 'море'. Слово это заимствовано из татарского или другого тюркского языка. На существование в прошлом слова с ротацизмом указывает венгерское древнейшее заимствование tenger.

### Развитие пратюркского сочетания -ŕs-
В булгарской группе пратюркское сочетание -ŕs- переходило в -rs-, в современном чувашском языке произошло упрощение в -s-. В остальных тюркских -ŕs-, как и -ŕ-, развилось в -z-:
- чувашское васан 'долина, ложбина' — стандартное тюркское özen 'река';
- чувашское куç 'глаз' — стандартное тюркское göz.

Однако в ряде слов в собственно тюркских демонстрируется развитие -ŕs- > -rs- с возможностью вставки краткого гласного: киргизское arıs 'горностай' при стандартном тюркском az.

## Второй ротацизм
Пратюркское -d- в чувашском языке отражается в виде -r- и -j-, причем второе в зависимости от контекста сохраняется, переходит в -v- или утрачивается.
Изменение -d- > -j- отмечается перед -r-, непосредственно перед согласными и на конце слов, в остальных позициях -d- изменяется в -r-.
Второй ротацизм проявляется в чувашском даже в тех случаях, когда в остальных тюркских сохраняется -d-: в слове пǎри 'полба' (тюркское bogdaj, bugdaj 'пшеница'), в показателях конкретного прошедшего времени, местного и отложительного падежа.
Второй ротацизм является древнейшим изменением и известен был также хазарскому. В то же самое время в булгарских языках могли быть и рефлексы -d-, -δ-, -z- (венгерское buza).

## Ротацизм за пределами булгарских
Ротацизм имеется и в других тюркских языковых группах. По распространенности ротацизма на втором месте после булгарских якутский язык: кэрий 'ходить' — тюркское käz-/kez-.